# Cesare Bardesono di Rigras
Cesare Bardesono di Rigras (Torino, 27 giugno 1833 – Roma, 4 gennaio 1892) è stato un prefetto e politico italiano.
Fu senatore del regno d'Italia nella XIII legislatura.